# Identidades do cálculo vetorial
As identidades a seguir são relevantes para o Cálculo Vetorial:

## Notação de Operadores

### Gradiente
No Sistema de coordenadas cartesiano em três dimensões, o gradiente de alguma função {\displaystyle f(x,y,z)} é dado por:
{\displaystyle \operatorname {grad} (f)=\nabla f={\frac {\partial f}{\partial x}}\mathbf {i} +{\frac {\partial f}{\partial y}}\mathbf {j} +{\frac {\partial f}{\partial z}}\mathbf {k} }
onde i, j, k são os vetores de uma Base ortonormal.
O gradiente de um campo tensorial, {\displaystyle \mathbf {A} }, de ordem n é geralmente escrito como:
{\displaystyle \operatorname {grad} (\mathbf {A} )=\nabla \mathbf {A} }
e é um campo tensorial de ordem n + 1. Em particular, se o campo tensorial tem ordem 0, como por exemplo um campo escalar {\displaystyle \psi }, o gradiente resultante,
{\displaystyle \operatorname {grad} (\psi )=\nabla \psi }
é um campo vetorial.

### Divergente
No espaço cartesiano tridimensional, a divergência de uma campo vetorial continuamente diferenciável {\displaystyle \mathbf {F} =F_{x}\mathbf {i} +F_{y}\mathbf {j} +F_{z}\mathbf {k} } é definida como a função escalar:
{\displaystyle \operatorname {div} \,\mathbf {F} =\nabla \cdot \mathbf {F} =\left({\frac {\partial }{\partial x}},{\frac {\partial }{\partial y}},{\frac {\partial }{\partial z}}\right)\cdot (F_{x},F_{y},F_{z})={\frac {\partial F_{x}}{\partial x}}+{\frac {\partial F_{y}}{\partial y}}+{\frac {\partial F_{z}}{\partial z}}.}
A divergência de um campo tensorial, {\displaystyle \mathbf {A} }, de ordem não nula n, é geralmente escrita como
{\displaystyle \operatorname {div} (\mathbf {A} )=\nabla \cdot \mathbf {A} }
e é uma contração para um tensor de ordem n − 1. Especificamente, a divergência de um vetor é um escalar. A divergência de um campo tensorial de ordem superor pode ser encontrada decompondo-se o campo tensorial na soma dos produtos externos, assim permitindo o uso da identidade,
{\displaystyle \nabla \cdot (\mathbf {B} \otimes {\hat {\mathbf {A} }})={\hat {\mathbf {A} }}(\nabla \cdot \mathbf {B} )+(\mathbf {B} \cdot \nabla ){\hat {\mathbf {A} }}}
onde {\displaystyle \mathbf {B} \cdot \nabla } é a derivada direcional na direção {\displaystyle \mathbf {B} } multiplicada pela sua magnitude. Especificamente, para o produto externo de dois vetores,
{\displaystyle \nabla \cdot (\mathbf {a} \mathbf {b} ^{\mathrm {T} })=\mathbf {b} (\nabla \cdot \mathbf {a} )+(\mathbf {a} \cdot \nabla )\mathbf {b} \ .}

### Rotacional
Em coordenadas cartesianas, para {\displaystyle \mathbf {F} =F_{x}\mathbf {i} +F_{y}\mathbf {j} +F_{z}\mathbf {k} }:
{\displaystyle \operatorname {rot} (\mathbf {F} )} = {\displaystyle \nabla \times \mathbf {F} ={\begin{vmatrix}\mathbf {i} &\mathbf {j} &\mathbf {k} \\{\frac {\partial }{\partial x}}&{\frac {\partial }{\partial y}}&{\frac {\partial }{\partial z}}\\F_{x}&F_{y}&F_{z}\end{vmatrix}}}
{\displaystyle \nabla \times \mathbf {F} =\left({\frac {\partial F_{z}}{\partial y}}-{\frac {\partial F_{y}}{\partial z}}\right)\mathbf {i} +\left({\frac {\partial F_{x}}{\partial z}}-{\frac {\partial F_{z}}{\partial x}}\right)\mathbf {j} +\left({\frac {\partial F_{y}}{\partial x}}-{\frac {\partial F_{x}}{\partial y}}\right)\mathbf {k} }
onde i, j, and k são os vetores unitários para os eixos x-, y-, e z- , respectivamente.
Para um campo vetorial tridimensional {\displaystyle \mathbf {v} }, o rotacional também é um campo vetorial tridimensional, normalmente escrito como:
{\displaystyle \nabla \times \mathbf {v} }
ou na Notação de Einstein como:
{\displaystyle \varepsilon ^{ijk}{\frac {\partial v_{k}}{\partial x^{j}}}}
onde ε é o Símbolo de Levi-Civita.

### Laplaciano
Em coordenadas cartesianas, o Laplaciano de uma função {\displaystyle f(x,y,z)} é
{\displaystyle \Delta f=\nabla ^{2}f=(\nabla \cdot \nabla )f={\frac {\partial ^{2}f}{\partial x^{2}}}+{\frac {\partial ^{2}f}{\partial y^{2}}}+{\frac {\partial ^{2}f}{\partial z^{2}}}.}
Para um campo tensorial, {\displaystyle \mathbf {A} }, o laplaciano é geralmente escrito como:
{\displaystyle \Delta \mathbf {A} =\nabla ^{2}\mathbf {A} =(\nabla \cdot \nabla )\mathbf {A} }
e é um campo tensorial de mesma ordem.

### Notações especiais
Na Notação de Feynman,
{\displaystyle \nabla _{\mathbf {B} }\left(\mathbf {A\cdot B} \right)\ =\ \mathbf {A} \times \left(\nabla \times \mathbf {B} \right)\ +\ \left(\mathbf {A} \cdot \nabla \right)\mathbf {B} }
onde a notação ∇B  significa que o gradiente subscrito opera somente no fator B.
Uma ideia semelhante mas menos geral é utilizada na álgebra geométrica, onde a notação de sobreponto Hestenes é utilizada. A identidade acima é então expressada como:
{\displaystyle {\dot {\nabla }}\left(\mathbf {A} \cdot {\dot {\mathbf {B} }}\right)\ =\ \mathbf {A} \times \left(\nabla \times \mathbf {B} \right)\ +\ \left(\mathbf {A} \cdot \nabla \right)\mathbf {B} }
onde o sobreponto define o escopo da derivada vetorial. O vetor com sobreponto, neste caso B, é diferenciado, enquanto o A, sem ponto, é mantido constante.
Pelo resto deste artigo, a notação subscrita de Feynman será usada onde for apropriado.

## Propriedades

### Propriedades distributivas
{\displaystyle \nabla (\psi +\phi )=\nabla \psi +\nabla \phi }
{\displaystyle \nabla \cdot (\mathbf {A} +\mathbf {B} )=\nabla \cdot \mathbf {A} +\nabla \cdot \mathbf {B} }
{\displaystyle \nabla \times (\mathbf {A} +\mathbf {B} )=\nabla \times \mathbf {A} +\nabla \times \mathbf {B} }

### Regra do Produto para o Gradiente
O gradiente do produto de dois campos escalares  {\displaystyle \psi } and {\displaystyle \phi } segue a mesma forma da regra do produto no cálculo de variável simples.
{\displaystyle \nabla (\psi \,\phi )=\phi \,\nabla \psi +\psi \,\nabla \phi }

### Produto de um Escalar e um Vetor
{\displaystyle \nabla \cdot (\psi \mathbf {A} )=\psi \ (\nabla \cdot \mathbf {A} )\ +\ \mathbf {A} \cdot (\nabla \psi )}
{\displaystyle \nabla \times (\psi \mathbf {A} )=\psi \ (\nabla \times \mathbf {A} )\ +\ (\nabla \psi )\times \mathbf {A} }

### Regra do Quociente
{\displaystyle \nabla \left({\frac {f}{g}}\right)={\frac {g\nabla f-(\nabla g)f}{g^{2}}}}
{\displaystyle \nabla \cdot \left({\frac {\mathbf {A} }{g}}\right)={\frac {g\nabla \cdot \mathbf {A} -(\nabla g)\cdot \mathbf {A} }{g^{2}}}}
{\displaystyle \nabla \times \left({\frac {\mathbf {A} }{g}}\right)={\frac {g\nabla \times \mathbf {A} -(\nabla g)\times \mathbf {A} }{g^{2}}}}

### Regra da Cadeia
{\displaystyle \nabla (f\circ g)=(f'\circ g)\nabla g}
{\displaystyle \nabla (f\circ \mathbf {A} )=(\nabla f\circ \mathbf {A} )\nabla \mathbf {A} }
{\displaystyle \nabla \cdot (\mathbf {A} \circ f)=(\mathbf {A} '\circ f)\cdot \nabla f}
{\displaystyle \nabla \times (\mathbf {A} \circ f)=-(\mathbf {A} '\circ f)\times \nabla f}

### Produto Escalar ou Produto Vetorial Interno
{\displaystyle {\begin{aligned}\nabla (\mathbf {A} \cdot \mathbf {B} )&=\mathbf {J} _{\mathbf {A} }^{\mathrm {T} }\mathbf {B} +\mathbf {J} _{\mathbf {B} }^{\mathrm {T} }\mathbf {A} \\&=(\mathbf {A} \cdot \nabla )\mathbf {B} +(\mathbf {B} \cdot \nabla )\mathbf {A} +\mathbf {A} \times (\nabla \times \mathbf {B} )+\mathbf {B} \times (\nabla \times \mathbf {A} )\ .\end{aligned}}}
onde JA denota o Jacobiano de A.
Alternativamente, usando notação subscrita de Feynman,
{\displaystyle \nabla (\mathbf {A} \cdot \mathbf {B} )=\nabla _{\mathbf {A} }(\mathbf {A} \cdot \mathbf {B} )+\nabla _{\mathbf {B} }(\mathbf {A} \cdot \mathbf {B} )\ .}
Como um caso especial, quando A = B,
{\displaystyle {\begin{aligned}{\frac {1}{2}}\nabla \left(\mathbf {A} \cdot \mathbf {A} \right)&=\mathbf {J} _{\mathbf {A} }^{\mathrm {T} }\mathbf {A} \\&=(\mathbf {A} \cdot \nabla )\mathbf {A} +\mathbf {A} \times (\nabla \times \mathbf {A} )\ .\end{aligned}}}

### Produto Vetorial
{\displaystyle \nabla \cdot (\mathbf {A} \times \mathbf {B} )\ =\ (\nabla \times \mathbf {A} )\cdot \mathbf {B} -\mathbf {A} \cdot (\nabla \times \mathbf {B} )}
{\displaystyle {\begin{aligned}\nabla \times (\mathbf {A} \times \mathbf {B} )&\ =\ \mathbf {A} \ (\nabla \cdot \mathbf {B} )-\mathbf {B} \ (\nabla \cdot \mathbf {A} )+(\mathbf {B} \cdot \nabla )\mathbf {A} -(\mathbf {A} \cdot \nabla )\mathbf {B} \\&\ =\ (\nabla \cdot \mathbf {B} +\mathbf {B} \cdot \nabla )\mathbf {A} -(\nabla \cdot \mathbf {A} +\mathbf {A} \cdot \nabla )\mathbf {B} \\&\ =\ \nabla \cdot (\mathbf {B} \mathbf {A} ^{\mathrm {T} })-\nabla \cdot (\mathbf {A} \mathbf {B} ^{\mathrm {T} })\\&\ =\ \nabla \cdot (\mathbf {B} \mathbf {A} ^{\mathrm {T} }-\mathbf {A} \mathbf {B} ^{\mathrm {T} })\end{aligned}}}

## Derivações Segundas

DCG chart:
Um mapa demonstrando todas as regras pertinentes as segundas derivações.
D, C, G, L e CC representam, respectivamente, divergente, rotacional, gradiente, Laplaciano e rotacional do rotacional.
As setas indicam a existência de segundas derivações. O círculo azul no centro representa o rotacional do rotacional, enquanto os outros dois círculo vermelhos tracejados significam que divergente do divergente e gradiente do gradiente não existem.

### Rotacional do Gradiente
O rotacional do gradiente de qualquer campo escalar contínuo duplamente diferenciável é sempre o vetor nulo.
{\displaystyle \nabla \times (\nabla \phi )=\mathbf {0} }

### Divergente do Rotacional
O divergente do rotacional de qualquer campo vetorial A (cujas componentes são funções que admitem a segunda derivada, sendo a última uma função contínua) é sempre zero:
{\displaystyle \nabla \cdot (\nabla \times \mathbf {A} )=0}

### Divergente do Gradiente
O Laplaciano de um campo escalar é o divergente do seu gradiente:
{\displaystyle \nabla ^{2}\psi =\nabla \cdot (\nabla \psi )}
O resultado é um valor escalar.

### Rotacional do Rotacional
{\displaystyle \nabla \times \left(\nabla \times \mathbf {A} \right)=\nabla (\nabla \cdot \mathbf {A} )-\nabla ^{2}\mathbf {A} }
Aqui,∇2 é o vetor Laplaciano operando no campo vetorial A.

## Sumário de Identidades Importantes

### Adição e Multiplicação
- {\displaystyle \mathbf {A} +\mathbf {B} =\mathbf {B} +\mathbf {A} }
- {\displaystyle \mathbf {A} \cdot \mathbf {B} =\mathbf {B} \cdot \mathbf {A} }
- {\displaystyle \mathbf {A} \times \mathbf {B} =\mathbf {-B} \times \mathbf {A} }
- {\displaystyle \left(\mathbf {A} +\mathbf {B} \right)\cdot \mathbf {C} =\mathbf {A} \cdot \mathbf {C} +\mathbf {B} \cdot \mathbf {C} }
- {\displaystyle \left(\mathbf {A} +\mathbf {B} \right)\times \mathbf {C} =\mathbf {A} \times \mathbf {C} +\mathbf {B} \times \mathbf {C} }
- {\displaystyle \mathbf {A} \cdot \left(\mathbf {B} \times \mathbf {C} \right)=\mathbf {B} \cdot \left(\mathbf {C} \times \mathbf {A} \right)=\mathbf {C} \cdot \left(\mathbf {A} \times \mathbf {B} \right)} (Produto triplo)
- {\displaystyle \mathbf {A} \times \left(\mathbf {B} \times \mathbf {C} \right)=\left(\mathbf {A} \cdot \mathbf {C} \right)\mathbf {B} -\left(\mathbf {A} \cdot \mathbf {B} \right)\mathbf {C} } (Produto triplo)
- {\displaystyle \left(\mathbf {A} \times \mathbf {B} \right)\times \mathbf {C} =\left(\mathbf {A} \cdot \mathbf {C} \right)\mathbf {B} -\left(\mathbf {B} \cdot \mathbf {C} \right)\mathbf {A} } (Produto triplo)
- {\displaystyle \mathbf {A} \times \left(\mathbf {B} \times \mathbf {C} \right)=\left(\mathbf {A} \times \mathbf {B} \right)\times \mathbf {C} \ +\ \mathbf {B} \times \left(\mathbf {A} \times \mathbf {C} \right)} (Identidade de Jacobi)
- {\displaystyle \mathbf {A} \times \left(\mathbf {B} \times \mathbf {C} \right)\ +\ \mathbf {C} \times \left(\mathbf {A} \times \mathbf {B} \right)\ +\ \mathbf {B} \times \left(\mathbf {C} \times \mathbf {A} \right)=0}  (Identidade de Jacobi)
- {\displaystyle \left(\mathbf {A} \times \mathbf {B} \right)\cdot \left(\mathbf {C} \times \mathbf {D} \right)=\left(\mathbf {A} \cdot \mathbf {C} \right)\left(\mathbf {B} \cdot \mathbf {D} \right)-\left(\mathbf {B} \cdot \mathbf {C} \right)\left(\mathbf {A} \cdot \mathbf {D} \right)}
- {\displaystyle \left(\mathbf {A} \cdot \left(\mathbf {B} \times \mathbf {C} \right)\right)\mathbf {D} =\left(\mathbf {A} \cdot \mathbf {D} \right)\left(\mathbf {B} \times \mathbf {C} \right)+\left(\mathbf {B} \cdot \mathbf {D} \right)\left(\mathbf {C} \times \mathbf {A} \right)+\left(\mathbf {C} \cdot \mathbf {D} \right)\left(\mathbf {A} \times \mathbf {B} \right)}
- {\displaystyle \left(\mathbf {A} \times \mathbf {B} \right)\times \left(\mathbf {C} \times \mathbf {D} \right)=\left(\mathbf {A} \cdot \left(\mathbf {B} \times \mathbf {D} \right)\right)\mathbf {C} -\left(\mathbf {A} \cdot \left(\mathbf {B} \times \mathbf {C} \right)\right)\mathbf {D} }

### Diferenciação

#### Gradiente
- {\displaystyle \nabla (\psi +\phi )=\nabla \psi +\nabla \phi }
- {\displaystyle \nabla (\psi \,\phi )=\phi \,\nabla \psi +\psi \,\nabla \phi }
- {\displaystyle \nabla \left(\mathbf {A} \cdot \mathbf {B} \right)=\left(\mathbf {A} \cdot \nabla \right)\mathbf {B} +\left(\mathbf {B} \cdot \nabla \right)\mathbf {A} +\mathbf {A} \times \left(\nabla \times \mathbf {B} \right)+\mathbf {B} \times \left(\nabla \times \mathbf {A} \right)}

#### Divergente
- {\displaystyle \nabla \cdot (\mathbf {A} +\mathbf {B} )\ =\ \nabla \cdot \mathbf {A} \,+\,\nabla \cdot \mathbf {B} }
- {\displaystyle \nabla \cdot \left(\psi \mathbf {A} \right)\ =\ \psi \,\nabla \cdot \mathbf {A} \,+\,\mathbf {A} \cdot \nabla \psi }
- {\displaystyle \nabla \cdot \left(\mathbf {A} \times \mathbf {B} \right)\ =\ \mathbf {B} \cdot (\nabla \times \mathbf {A} )\,-\,\mathbf {A} \cdot (\nabla \times \mathbf {B} )}

#### Rotacional
- {\displaystyle \nabla \times (\mathbf {A} +\mathbf {B} )\ =\ \nabla \times \mathbf {A} \,+\,\nabla \times \mathbf {B} }
- {\displaystyle \nabla \times \left(\psi \mathbf {A} \right)\ =\ \psi \,\nabla \times \mathbf {A} \,+\,\nabla \psi \times \mathbf {A} }
- {\displaystyle \nabla \times \left(\mathbf {A} \times \mathbf {B} \right)\ =\ \mathbf {A} \left(\nabla \cdot \mathbf {B} \right)\,-\,\mathbf {B} \left(\nabla \cdot \mathbf {A} \right)\,+\,\left(\mathbf {B} \cdot \nabla \right)\mathbf {A} \,-\,\left(\mathbf {A} \cdot \nabla \right)\mathbf {B} }

#### Derivações Segundas
- {\displaystyle \nabla \cdot (\nabla \times \mathbf {A} )=0}
- {\displaystyle \nabla \times (\nabla \psi )=\mathbf {0} }
- {\displaystyle \nabla \cdot (\nabla \psi )=\nabla ^{2}\psi }        (Laplaciano escalar)
- {\displaystyle \nabla \left(\nabla \cdot \mathbf {A} \right)-\nabla \times \left(\nabla \times \mathbf {A} \right)=\nabla ^{2}\mathbf {A} }   (Laplaciano vetorial)
- {\displaystyle \nabla \cdot (\phi \nabla \psi )=\phi \nabla ^{2}\psi +\nabla \phi \cdot \nabla \psi }
- {\displaystyle \psi \nabla ^{2}\phi -\phi \nabla ^{2}\psi =\nabla \cdot \left(\psi \nabla \phi -\phi \nabla \psi \right)}
- {\displaystyle \nabla ^{2}(\phi \psi )=\phi \nabla ^{2}\psi +2\nabla \phi \cdot \nabla \psi +\psi \nabla ^{2}\phi }
- {\displaystyle \nabla ^{2}(\psi \mathbf {A} )=\mathbf {A} \nabla ^{2}\psi +2(\nabla \psi \cdot \nabla )\mathbf {A} +\psi \nabla ^{2}\mathbf {A} }
- {\displaystyle \nabla ^{2}(\mathbf {A} \cdot \mathbf {B} )=\mathbf {A} \cdot \nabla ^{2}\mathbf {B} -\mathbf {B} \cdot \nabla ^{2}\mathbf {A} +2\nabla \cdot ((\mathbf {B} \cdot \nabla )\mathbf {A} +\mathbf {B} \times \nabla \times \mathbf {A} )}(Identidade vetorial de Green)

#### Derivações Terceiras
- {\displaystyle \nabla ^{2}(\nabla \psi )=\nabla (\nabla \cdot (\nabla \psi ))=\nabla (\nabla ^{2}\psi )}
- {\displaystyle \nabla ^{2}(\nabla \cdot \mathbf {A} )=\nabla \cdot (\nabla (\nabla \cdot \mathbf {A} ))=\nabla \cdot (\nabla ^{2}\mathbf {A} )}
- {\displaystyle \nabla ^{2}(\nabla \times \mathbf {A} )=-\nabla \times (\nabla \times (\nabla \times \mathbf {A} ))=\nabla \times (\nabla ^{2}\mathbf {A} )}

### Integração
Abaixo, o símbolo ∂ significa "contorno de".

#### Integrais de Superfície-volume
Nos teoremas de integral de superfície-volume, V denota o volume tridimensional correspondente ao contorno bidimensional S = ∂V (uma superfície fechada):
- {\displaystyle \int \!\!\!\!\int _{\partial V}\!\!\!\!\!\!\!\!\!\!\!\!\!\!\!\!\!\;\;\;\bigcirc \,\,}{\displaystyle \mathbf {A} \cdot d\mathbf {S} =\iiint _{V}\left(\nabla \cdot \mathbf {A} \right)dV} (Teorema da divergência)
- {\displaystyle \int \!\!\!\!\int _{\partial V}\!\!\!\!\!\!\!\!\!\!\!\!\!\!\!\!\!\;\;\;\bigcirc \,\,}{\displaystyle \psi d\mathbf {S} =\iiint _{V}\nabla \psi \,dV}
- {\displaystyle \int \!\!\!\!\int _{\partial V}\!\!\!\!\!\!\!\!\!\!\!\!\!\!\!\!\!\;\;\;\bigcirc \,\,}{\displaystyle \left({\hat {\mathbf {n} }}\times \mathbf {A} \right)dS=\iiint _{V}\left(\nabla \times \mathbf {A} \right)dV}
- {\displaystyle \int \!\!\!\!\int _{\partial V}\!\!\!\!\!\!\!\!\!\!\!\!\!\!\!\!\!\;\;\;\bigcirc \,\,}{\displaystyle \psi \left(\nabla \varphi \cdot {\hat {\mathbf {n} }}\right)dS=\iiint _{V}\left(\psi \nabla ^{2}\varphi +\nabla \varphi \cdot \nabla \psi \right)dV} (Primeira Identidade de Green)
- {\displaystyle \int \!\!\!\!\int _{\partial V}\!\!\!\!\!\!\!\!\!\!\!\!\!\!\!\!\!\;\;\;\bigcirc \,\,}{\displaystyle \left[\left(\psi \nabla \varphi -\varphi \nabla \psi \right)\cdot {\hat {\mathbf {n} }}\right]dS=G}

{\displaystyle G=\int \!\!\!\!\int _{\partial V}\!\!\!\!\!\!\!\!\!\!\!\!\!\!\!\!\!\;\;\;\bigcirc \,\,}{\displaystyle \left[\psi {\frac {\partial \varphi }{\partial n}}-\varphi {\frac {\partial \psi }{\partial n}}\right]dS} {\displaystyle \displaystyle =\iiint _{V}\left(\psi \nabla ^{2}\varphi -\varphi \nabla ^{2}\psi \right)dV} (Segunda Identidade de Green)

#### Integrais de Curva-Superfície
Nos teoremas de integral de curva-superfície a seguir S denta uma superfície bidimensional aberta com contorno correspondente {\displaystyle C=\partial S} (uma curva fechada):
- {\displaystyle \oint _{\partial S}\mathbf {A} \cdot d{\boldsymbol {\ell }}=\iint _{S}\left(\nabla \times \mathbf {A} \right)\cdot d\mathbf {s} }   (Teorema de Stokes)
- {\displaystyle \oint _{\partial S}\psi d{\boldsymbol {\ell }}=\iint _{S}\left({\hat {\mathbf {n} }}\times \nabla \psi \right)dS}

Integração ao redor de uma curva fechada no sentido horário é o negativo da mesma integral de linha no sentido anti-horário, o que é análogo a mudar a inverter os limites em uma integral definida.

## Leitura Adicional
- Balanis, Constantine A. Advanced Engineering Electromagnetics. [S.l.: s.n.] ISBN 0-471-62194-3
- Schey, H. M. (1997). Div Grad Curl and all that:  An informal text on vector calculus. [S.l.]: W. W. Norton & Company. ISBN 0-393-96997-5
- Griffiths, David J. (1999). Introduction to Electrodynamics. [S.l.]: Prentice Hall. ISBN 0-13-805326-X